# Empoasca latava
Empoasca latava är en insektsart som beskrevs av Irena Dworakowska 1981. Empoasca latava ingår i släktet Empoasca och familjen dvärgstritar. Inga underarter finns listade i Catalogue of Life.